# Wagenhausen
Wagenhausen é uma comuna da Suíça, no Cantão Turgóvia, com cerca de 1.579 habitantes. Estende-se por uma área de 11,82 km², de densidade populacional de 134 hab/km². Confina com as seguintes comunas: Diessenhofen, Eschenz, Hemishofen (SH), Hüttwilen, Oberstammheim (ZH), Ramsen (SH), Stein am Rhein (SH), Unterstammheim (ZH).
A língua oficial nesta comuna é o Alemão.